# イースト・キャメロン郡区 (ペンシルベニア州ノーサンバーランド郡)
イースト・キャメロン郡区（East Cameron Township）は、アメリカ合衆国ペンシルベニア州ノーサンバーランド郡にある郡区である。2000年現在の人口は686人。

## 地理
アメリカ国勢調査局によると、イースト・キャメロン郡区の総面積は30.7km2で、すべて陸地である。

## 人口
2000年の国勢調査によると、イースト・キャメロン郡区の人口は686人であり、267世帯、210家族が居住している。人口密度は 1平方キロメートルあたり22.4人である。301軒の家があり、1平方キロメートルあたり9.8軒の家が建っている。町の人種構成は、99.56%が白人、0.00%が黒人ないしアフリカ系アメリカ人、0.29%がアメリカ先住民、0.15%がアジア人、0.00%が太平洋諸島系、0.00%がその他の人種であり、0.00%は混血である。人口の1.31%はラテン系である。
全世帯の29.2%には18歳未満の子供が同居しており、69.7%は夫婦で一緒に生活している。6.0%は夫のいない女性が世帯主であり、21.0%は独身である。全世帯の18.7%は一人暮らしであり、9.0%が65歳以上である。平均世帯人数は2.57人、平均家族人数は2.91人である。
イースト・キャメロン郡区の人口は、22.2%が18歳未満、18歳以上24歳以下が5.2%、25歳以上44歳以下が29.6%、45歳以上64歳以下が28.9%、65歳以上が14.1%である。年齢の中央値は41歳である。女性100人に対して男性は100.0人であり、18歳以上の100人の女性に対して男性は96.3人である。
町の1世帯あたりの平均収入は32,500ドルであり、1家族あたりの平均収入は38,594ドルである。男性の平均収入が30,481ドルに対し、女性の平均収入は17,500ドルである。1人あたりの収入は15,345ドルである。人口の11.8%（全家族の11.0%）が極貧層である。18歳以下の住民の14.9%、65歳以上の住民の6.0%は貧しい生活を送っている。